# Dieter Borchhardt
Dieter Borchhardt (* 6. Dezember 1931 in Emmeringen) ist ein deutscher Bildhauer.

## Leben
Dieter Borchhardt wuchs in Emmeringen und Hornhausen auf. Nach Abschluss der 8. Klasse an der Volksschule begann er eine Ausbildung zum Maler. Als die Direktorin der Volksschule Borchhardts Talent erkannte, schickte sie Arbeiten von ihm an die Kunsthochschule Berlin-Weißensee. Er brach die Ausbildung ab und ging an die Oberschule Oschersleben, die er 1951 mit Abitur abschloss. Darauf folgte ein Studium an der Kunsthochschule Berlin-Weißensee in der Fachrichtung Plastik bei Fritz Koelle und Heinrich Drake. Von 1954 bis 1960 wurde er an die Kunstakademie der UdSSR delegiert, wo er am Repin Institut studierte.
Seit 1961 lebt er in Magdeburg und war als freischaffender Künstler in Räumen in der Otto-von-Guericke-Straße tätig. Im September 1960 war er Mitbegründer der Sektion Bildhauer im Bezirk Magdeburg und deren Sektionsleiter sowie Mitglied im Bezirksvorstand des Verbands Bildender Künstler der DDR.

## Ehrungen
- 1953: Karl-Marx-Stipendium[1]
- 1979: Kunstpreis des Rates des Bezirkes Magdeburg[2][1]
- Eintrag in das Ehrenbuch der Bezirksleitung der SED, Banner der Arbeit II. Klasse[1]

## Werke (Auswahl)

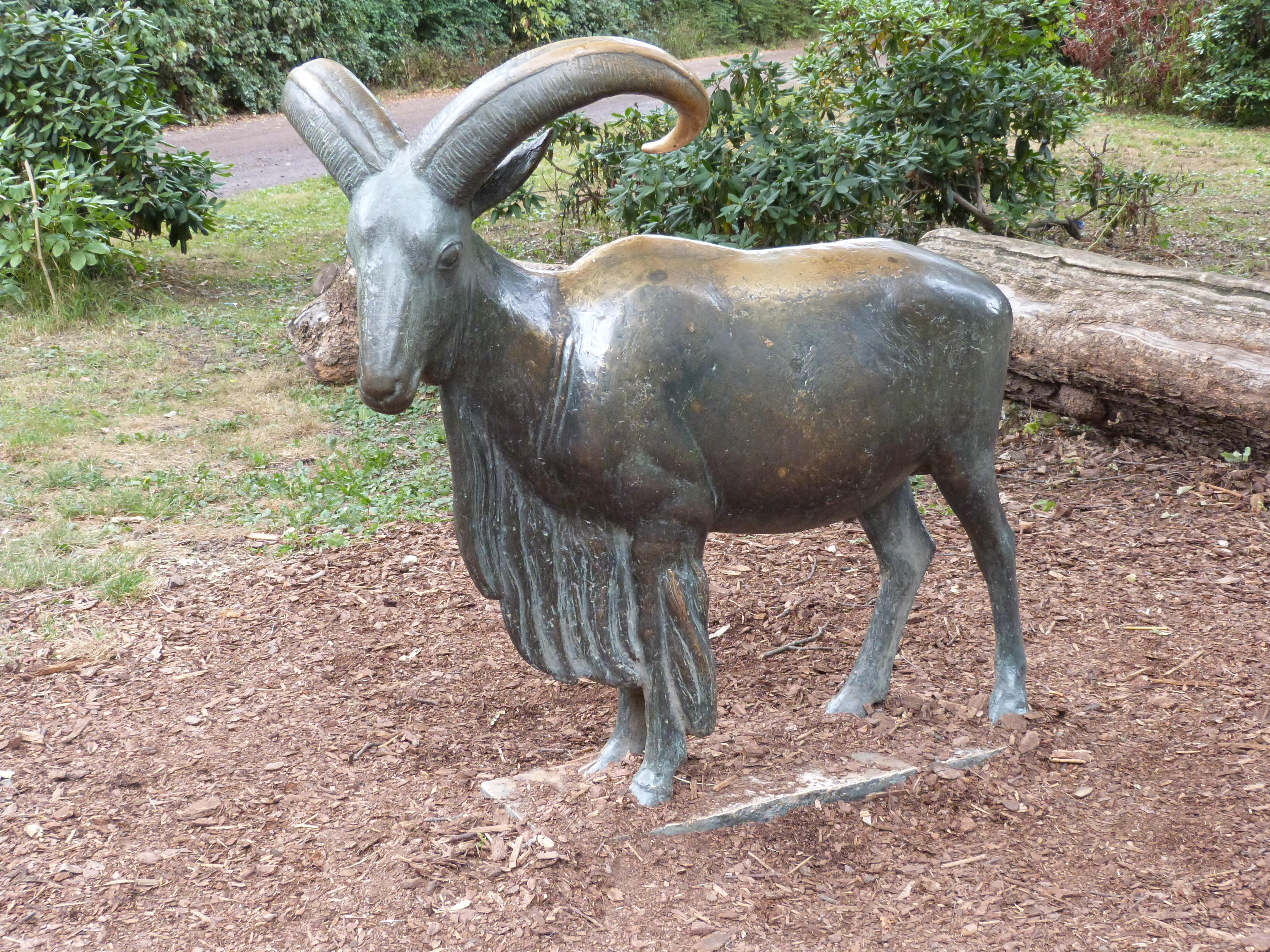
Mähnenspringer im Zoo Magdeburg

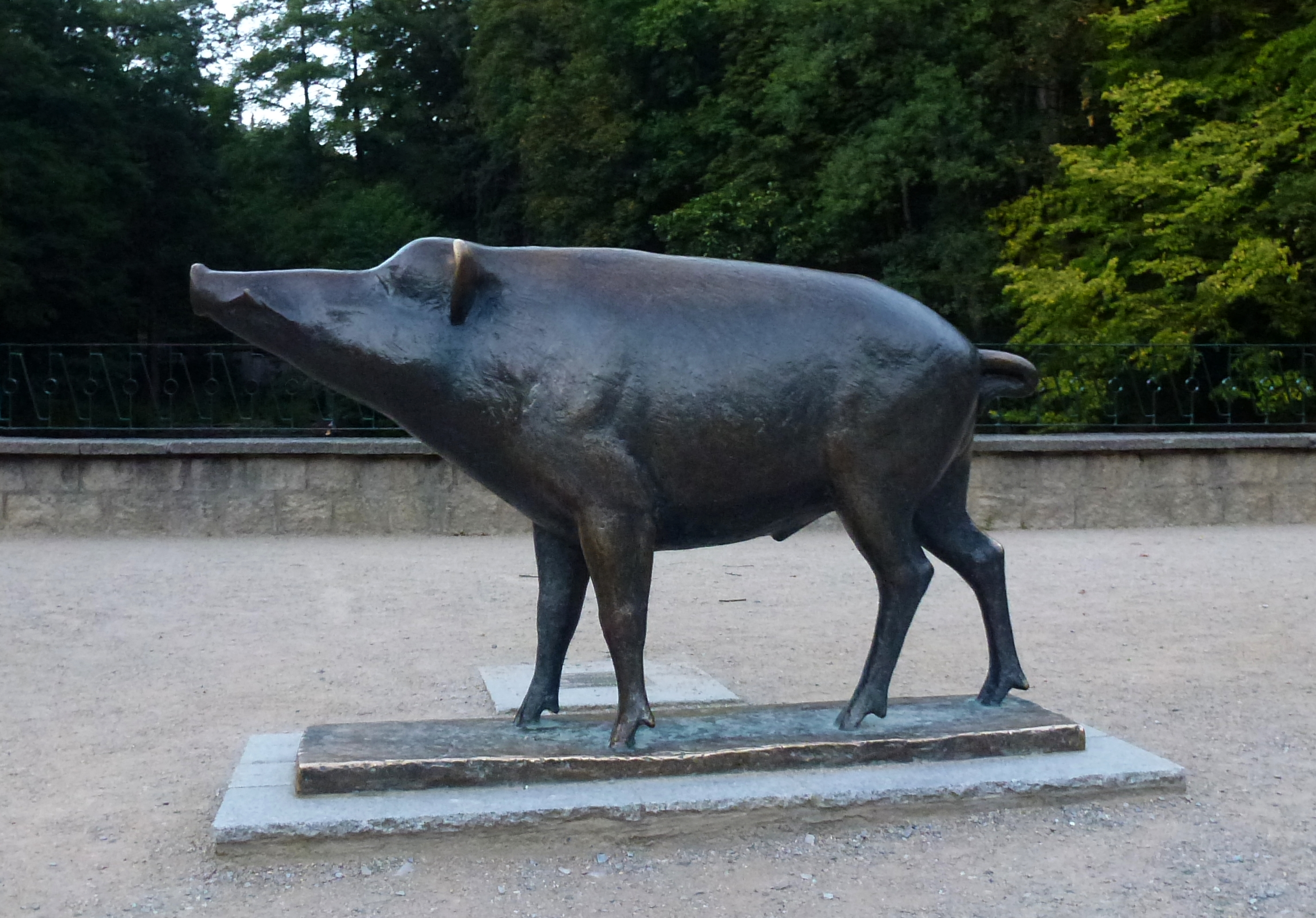
Wildschwein-Plastik im Christianental Wernigerode

Borchhardt schuf von den 1960er Jahren bis in die 1980er Jahre viele Skulpturen und Plastiken, die sich großteils noch immer im öffentlichen Raum befinden. Bevorzugt verwendete er die Materialien Polyesterbeton und Bronze, die nach seinen Modellen in der Kunst- und Glockengießerei Lauchhammer gegossen wurden.
- Gedenktafel für Eduard Soermus am Kristall-Palast Magdeburg, 1975 (gemeinsam mit Wolfgang Roßdeutscher).[5]
- Gedenktafel für Carl von Clausewitz auf dem Rolandplatz in Burg, 1980.[6]
- Plastiken Mähnenspringer und Wildgänse (Bronze) im Magdeburger Zoo.
- Plastik Mädchen mit Reifen an der POS „Maxim Gorki“ in Wernigerode (1971[7], vor Abriss des Schulgebäudes an die Sporthalle Giesserweg versetzt. Im November 2020 gestohlen und zerstört.[8][9]).
- Plastik Wildschwein (Polyesterbeton) im Tierpark Christianental in Wernigerode. 2004 Kopie als Bronzeabguss.
- Skulptur Venus bzw. Eva (Sandstein) in Wolmirstedt, 2014 in die Farsleber Straße versetzt.[10][11]
- Plastik Frau mit Spiegel (Polyesterbeton) in Halberstadt[12] und im Park am Universitätsklinikum Magdeburg Leipziger Straße.[13]
- Plastiken am Gänsebrunnen (Bronze) auf dem Marktplatz in Arendsee (Altmark) (1988).[14]
- Plastik Der Gefesselte (Polyesterbeton) erst Technische Universität Magdeburg[15], jetzt vermutlich Kloster Unser Lieben Frauen Magdeburg.
- Plastik Sputnikgucker (Bronze, 1963) an der Vogelgesangschule in Magdeburg[16]
- Große Sitzende (1977)[17]
- Plastik Kindergruppe mit Hahn (Bronze) an der Schule in der Bergstraße in Stendal.

## Teilnahme an Ausstellungen in der DDR (mutmaßlich unvollständig)
- 1962 bis 1988, außer 1972/1973: Dresden, alle Deutschen Kunstausstellungen bzw.  Kunstausstellungen der DDR
- 1965 bis 1984: Magdeburg, vier Bezirkskunstausstellungen
- 1968: Halle/Saale, Staatliche Galerie Moritzburg („Sieger der Geschichte“)
- 1969: Leipzig, Messehaus am Markt („Kunst und Sport“)
- 1970: Berlin, Altes Museum („Im Geiste Lenins“)
- 1975: Wanderausstellung „Kleinplastik und Grafik“
- 1979: Dresden, Albertinum („Junge Bildhauerkunst der DDR“)
- 1981: Dresden, Ausstellungszentrum am Fučík-Platz („25 Jahre NVA“)
- 1982: Berlin, Treptower Park („Plastik und Blumen“)
- 1982: Magdeburg, Kloster Unser Lieben Frauen („Plastik im Bezirk Magdeburg“)
- 1986/1987: Suhl („Das sicher sei, was uns lieb ist“. Ausstellung zum 40. Jahrestag der Gründung der Grenztruppen der DDR)
- 1987: Magdeburg, Kloster Unser Lieben Frauen („Handzeichnung und Plastik“)